# Bothoa
Bothoa est un village et une ancienne paroisse issue de celle primitive de Pligeaux de l’évêché de Cornouaille. Le village devient une commune française à la Révolution jusqu’à son absorption par Saint-Nicolas-du-Pélem en 1836.

## Géographie
De Duault à Corlay en passant par Bothoa et Saint-Nicolas-du-Pélem, sur plus de 30 km, un massif granitique correspondant à la partie ouest du batholite de Quintin, domine, atteignant 290 mètres, les collines schisteuses de la partie orientale du bassin de Châteaulin situées à son sud.

## Étymologie et origines
Le nom de Bothoa provient des mots bretons bot (« demeure ») et de saint Doha, ancien évêque du Ve siècle.
Le nom de Bothua se rencontre dès 1316, avec par la suite des variantes orthographiques Botouha (1368) ou Botoha (1371). Dès le début du XVe siècle, l'existence de Bothoa comme paroisse est attesté. La paroisse relevait de la baronnie de Quintin et était partagée entre deux seigneuries, celles du Pellinec et de Beaucours.

## Une paroisse importante
Le village de Bothoa (ou Botoha, ou Bothoua ou Botouha) est mentionné dès 1316. Dépendant de la baronnie de Quintin, il est partagé entre les seigneurs du Pellinec et de Beaucours. C'était même une paroisse importante, dont la cure était convoitée (« seuls les docteurs de la Sorbonne l'enlevaient au concours » ; « l'on vantait la cure de Bothoa (...) comme un petit évêché »), possédant une quarantaine de prêtres vers la fin du XVIIIe siècle et quatre trèves (Canihuel, Lanrivain, Kerien et Sainte-Tréphine). Un de ses recteurs, Thomas II Le Roy, qui fut abbé commendataire de l'abbaye de Landévennec, fut désigné par le pape comme évêque de Dol en 1522 mais le roi François Ier refuse d'agréer sa nomination qu'il juge contraire au Concordat de Bologne.
Selon Dom Lobineau, la paroisse de Bothoa aurait compté jusqu'à 10 000 âmes vers 1650. Le prédicateur Julien Maunoir vint à deux reprises, en 1649 et 1664, prêcher des missions à Bothoa. La liste des recteurs de Bothoa est connue depuis 1575.
En 1679 la fréquentation de l'église paroissiale dut être momentanément interdite en raison de son délabrement, dû en partie aux Guerres de la Ligue.
En 1692, alors qu'une famine sévissait dans toute la Cornouaille, un pauvre tailleur, Claude Allain, père de douze enfants trouva une statue de la Vierge au bord d'un ruisseau et une voix lui aurait alors demandé d'aller trouver le recteur de Bothoa, Grégoire Raoult, afin qu'il lui fasse bâtir une chapelle au Guiaudet ; frappé de cécité pour le punir de ne pas y avoir cru, le recteur de Bothoa organisa une procession vers la montagne du Guiaudet et recouvra la vue ; Daniel de Francheville, évêque de Périgueux, sur sa terre du Pélinec où la statue avait été trouvée, donna le terrain nécessaire (l'acte de cession date du 5 mai 1695) et finança une partie du coût de la construction de la chapelle Notre-Dame-du-Guiaudet (en Lanrivain), et donna l'argent nécessaire (cent écus par an) à l'entretien d'un chapelain, avec obligation pour celui-ci de dire la messe tous les jours et de confesser les pèlerins,.
« Il y avait tout un groupe de paroisses, entre la chaîne du Mené et les Montagnes Noires, dont les principales étaient Bothoa, Laniscat, Cléguérec (soit 15 000 à 20 000 âmes) qui depuis dix ans ne payaient ni dixièmes ni capitation : c'est contre ces paroisses que marcha [en juillet 1719] le régiment de Champagne ».
La seigneurie du Pélem (où il a existé un château autrefois fortifié) ; disposait des droits de moyenne et basse justice; en 1728 Claude de Beaucours est seigneur de Bothoa (il se marie cette année-là avec Louise Berthelot, héritière du château de Saint-Ilan en Langueux) ; la seigneurie appartenait vers 1760 au marquis Hippolyte-Louis Loz de Beaucours, fils des précédents. Le seigneur de Beaucours rendait justice dans le cimetière entourant l'église de Bothoa et sous le porche de l'église de Lanrivain. À la veille de la Révolution, le comte Paul Alexandre du Bois-Berthelot, seigneur du dit-lieu en Canihuel, était aussi seigneur de Beaucours ; lieutenant de vaisseau et chevalier de l'Ordre de Saint-Louis, il émigra à Jersey, rejoignit l'Armée des princes et participa, ainsi que son fils, Charles du Bois-Berthelot, au débarquement de Quiberon au cours duquel il fut blessé, mais parvint à s'échapper ; il fut ensuite aide-de-camp de Georges Cadoudal ; il décéda en 1812.

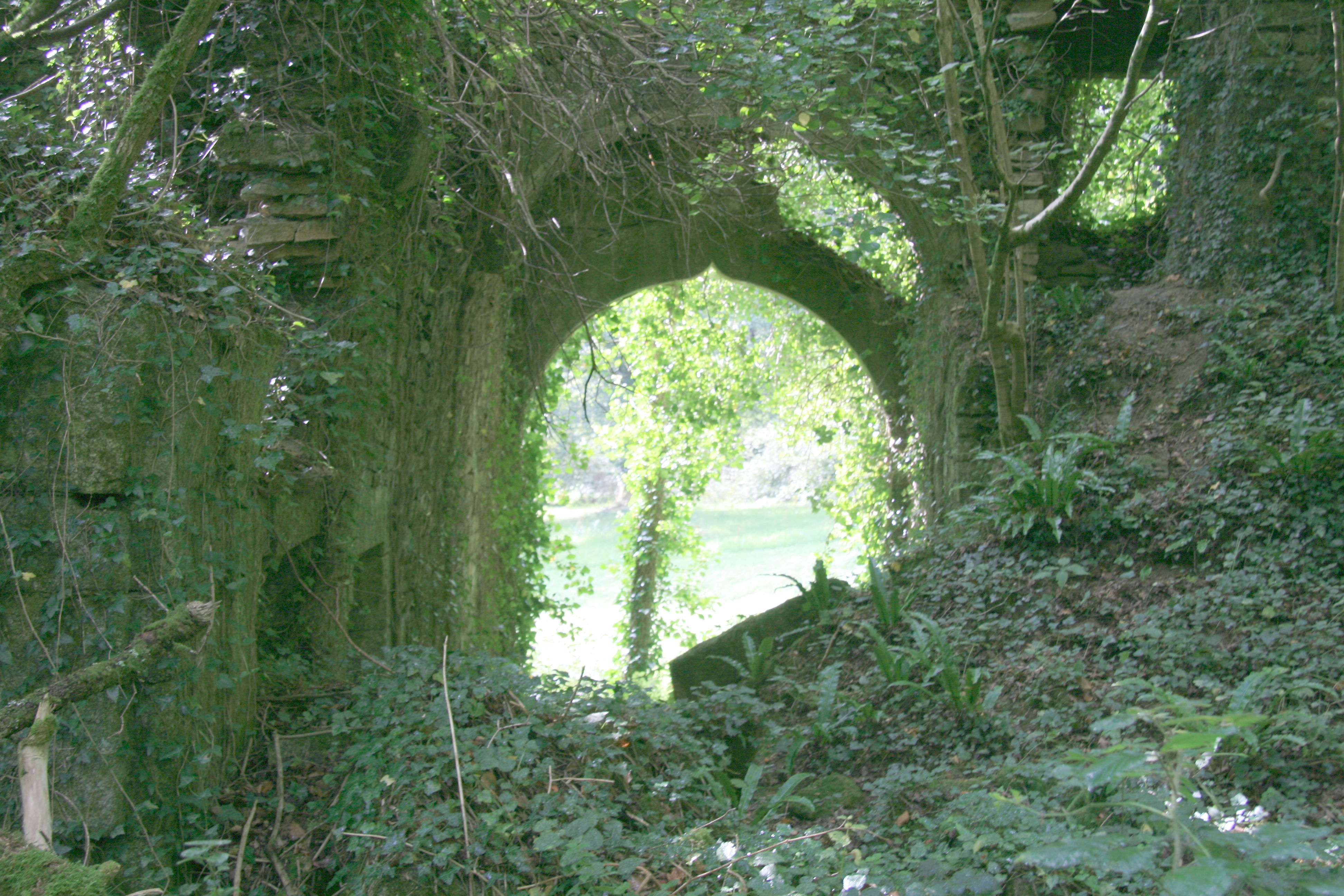
Les ruines du château de Beaucours 1.
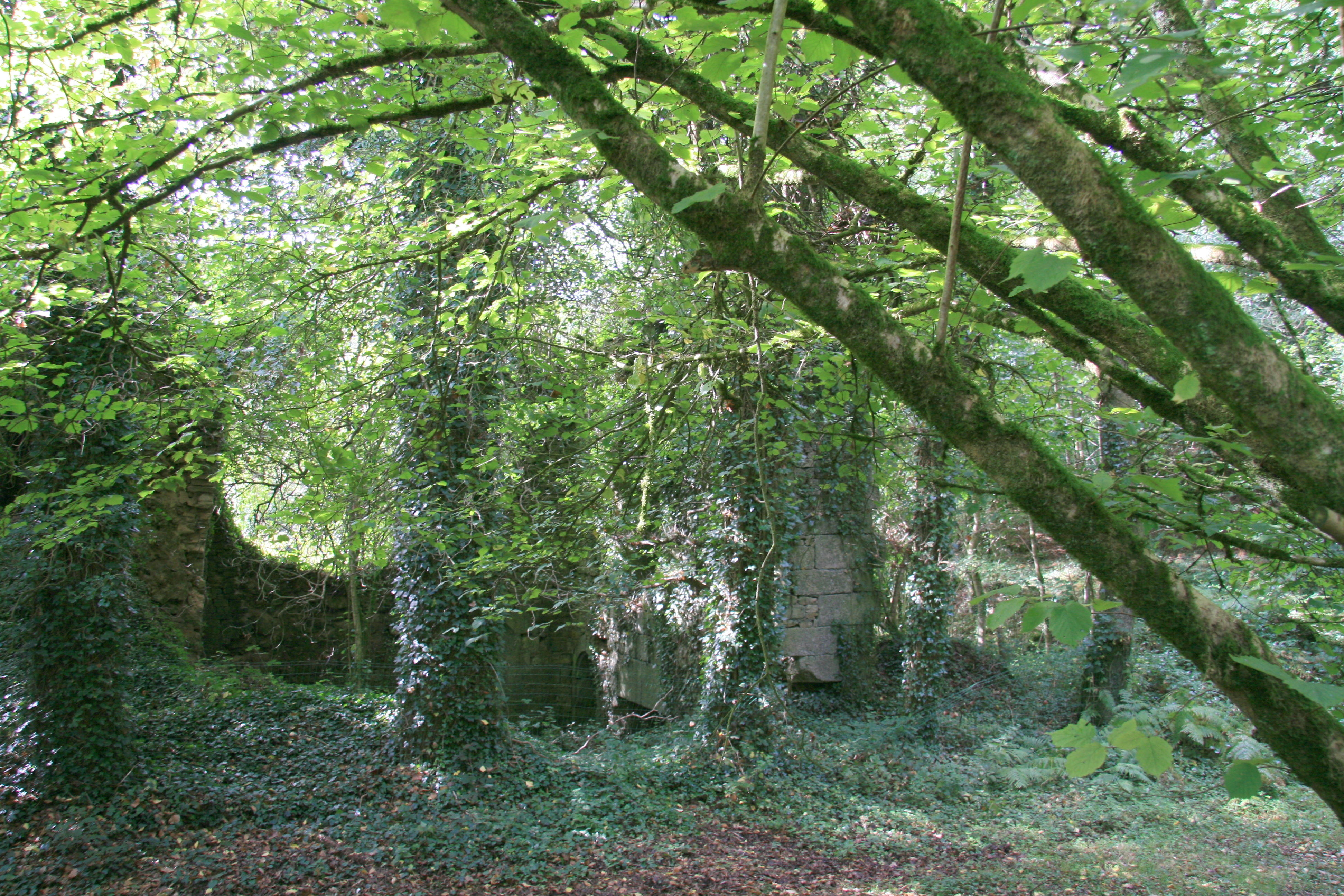
Les ruines du château de Beaucours 2.
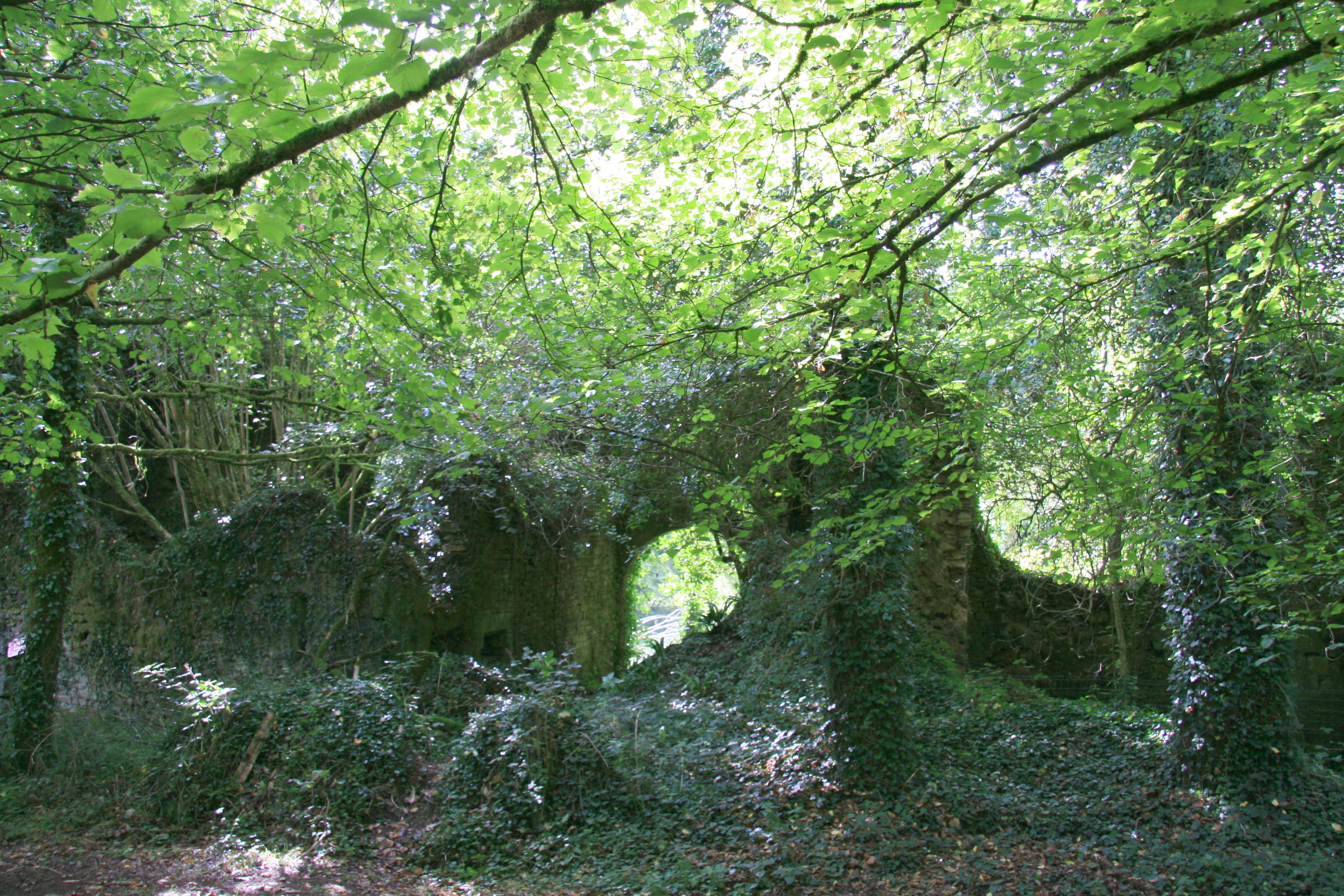
Les ruines du château de Beaucours 3.

La famille de Quénec'hquivily (ou Kernec'hquivilly), présente aux réformations et montres entre 1426 et 1562, était seigneur du dit-lieu, paroisse de Bothoa. Une autre famille, celle des Kervastard (ou Kerambastard) était seigneur du dit-lieu en 1382, mais disparût par la suite, faute d'héritier mâle, fondue successivement dans les familles de Kergroadez, Loz et Sarsfield. Plusieurs autres manoirs existaient dans la paroisse.
Jean-Baptiste Ogée décrit ainsi Bothoa en 1778 :

« Botoha, sur une hauteur, à peu de distance d'une petite rivière ; à 27 lieues un tiers au nord-est de Quimper, son évêché ; à 23 lieues et demie de Rennes et à une lieue et demie de Corlay, sa subdélégation. Cette paroisse ressortit à Saint-Brieuc. On y compte, y compris ceux de Canihuel, de Lanrivain, de Querrien [Kerien] et de Sainte-Tréphine, ses trèves, 5 200 communiants. La cure est à l'ordinaire et vaut 13 000 livres de rente. On voit, dans ce territoire, qui est fort étendu, couvert de bois et montagneux, de belles prairies, des terres fertiles en grains de toutes espèces et des landes. On y remrquait en 1500 la maison noble de Beaucours, à Claude de Malestroit. Saint-Nicolas-du-Pelin est un gros village où se trouve un château autrefois bien fortifié, dont les fortifications ne subsistent plus. Cette seigneurie a moyenne et basse justice, à M. de Brehand. »

En 1790, la paroisse de Bothoa comptait quatre prêtres ; Beubry (recteur), Alano (vicaire) et deux prêtres habitués, Guillaume et Poëzevara. Deux prêtres constitutionnels sont nommés le 24 septembre 1791 : Souvestre (curé) et Le Roux (vicaire) ; Beubry et Alano, réfractaires, émigrèrent en Angleterre d'où ils revinrent en 1802 ; Alano fut nommé recteur de Bothoa en 1806, Bubry ayant été nommé recteur de Loudéac.

## Une assez brève existence communale

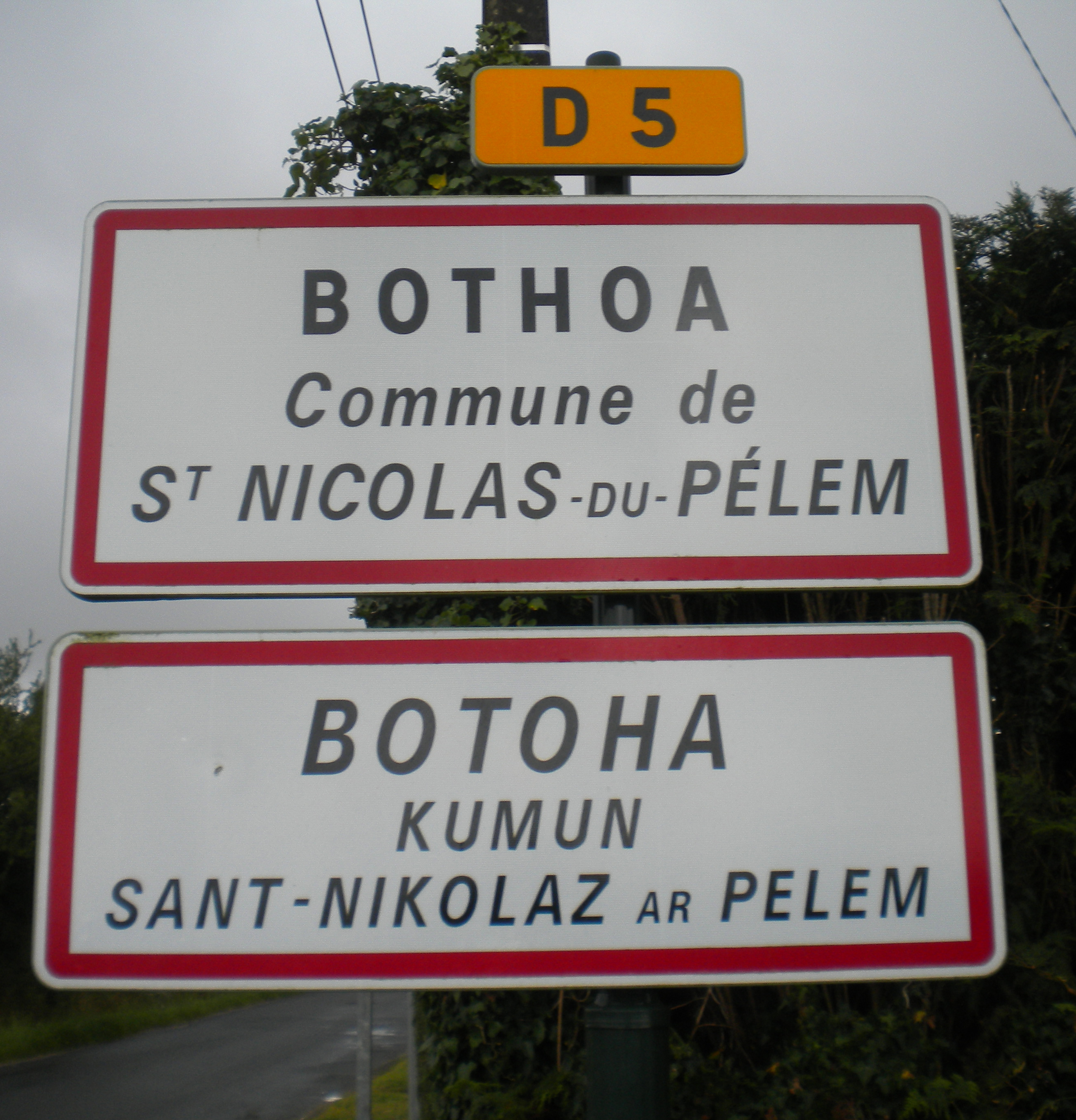
Panneau routier à l'entrée de Bothoa.

En 1790, Bothoa devient une commune et même chef-lieu de canton, intégré au district de Rostrenen. En 1835, Jean Huchet du Guermeur, notaire, conseiller d'arrondissement, est le dernier maire de Bothoa ; il fut ensuite maire de Saint-Nicolas-du-Pélem jusqu'en 1848. Mais le 14 juillet 1836, une ordonnance transfère le chef-lieu communal à Saint-Nicolas. Bothoa cesse même d'être une paroisse en 1860, devenant une simple succursale de la paroisse de Saint-Nicolas-du-Pélem.

## LeXXesiècle
Par décret du 20 juillet 1911; les biens ayant appartenu à la fabrique de l'église de Bothoa et placés sous séquestre sont attribués au bureau de bienfaisance de la commune de Saint-Nicolas-du-Pélem.

## Personnalités liées à Bothoa
- Le célèbre brigand et chef de bande Guy Éder de La Fontenelle est peut-être né à Bothoa en 1572.
- Hyacinthe des Jars de Keranrouë né le 25 mars 1849 à Plougrescant, décédé le 9 mars 1888 au manoir du Botcol en Bothoa, commune de Saint-Nicolas-du-Pélem, fut zouave pontifical ; son fils Hyacinthe des Jars de Keranrouë, né le 19 février 1881 au manoir du Botcol, décédé le 29 janvier 1936 au manoir du Botcol, fut notamment président de l'hôpital auxiliaire de Saint-Nicolas-du-Pélem[25].

## Monuments et sites
- L'ancienne église paroissiale Saint-Pierre de Bothoa datait des XIVe, XVIe et XVIIe siècles. L'église actuelle, même si elle a conservé des apports de l'église ancienne, date de 1893 pour sa tour, de 1897 pour le transept et le chœur, de 1903 pour la nef ; elle a été construite selon les plans de l'architecte Ernest Le Guerranic. Son clocher avec sa flèche s'effondre en 1978, il est rebâtit bien plus modestement à la suite[26].
- Le musée de l'école de Bothoa[27] illustre les salles de classe des années 1930[28].